# Николаевка (город)
Никола́евка (укр. Микола́ївка) — город в Краматорском районе Донецкой области Украины, административный центр Николаевской городской общины. Входит в Краматорскую агломерацию. В городе расположена Славянская ТЭС ПАО «Донбассэнерго».

## География
Николаевка расположена вблизи реки Северский Донец в 20 км к востоку от Славянска и в 12 км от железнодорожной станции им. Кожушко (на линии Славянск — Лиман). Физическое расстояние до Киева — 528 км. От Славянска к городу подходит железнодорожная ветка, предназначенная для обслуживания и снабжения Славянской ТЭС, действует непассажирская жд станция Электрическая.

## История
Поселение было основано в первой половине XVIII века в 1730 году. Было владением обозного Изюмского полка Данилы Быстрицкого. В 1732 году во владении Быстрицкого было дворов 18, изб 34, душ 83.
По церковным записям и по преданиям, на берега речки, находящейся примерно в 15-16 км от Славянска. Речка, впадающая в Северский Донец, была очень бурной и, вытекая из оврагов и бугров, состоящих из красной глины, размывала дернистые берега. Это дало название Красный Бык речке и поселению.
Селение Красный Бык превратилось в слободу, в село и к концу XVIII века здесь насчитывалось 397 дворов, около двух тысяч человек обоего пола. По легенде, у одного из поселенцев нашлась икона, на которой был изображён святой Николай-угодник. В селении была построена часовня, куда поставили икону Николая-угодника. Через некоторое время поселение Красный Бык было переименовано в Николаевку, по имени часовни Николая-угодника.
Часовня с иконой Николая-чудотворца, по преданию, была перенесена во вновь построенную в 1748 году церковь, потом она неоднократно перестраивалась, освящалась церковнослужителями, и селение становилось полноправной слободой, церковным приходом.
В 1903 году Пётр Семёнов-Тян-Шанский писал про Николаевку: «Вся глина Николаевского месторождения отличается высоким качеством и ей пользуются гончары не только ближнего села, но и многих сел, которые находятся за 10 верст отсюда». В 1900 году на базе цветной глины между Николаевкой и Рай-Александровкой славянский заводчик Ессен построил фарфоровый завод, где работало много николаевцев. В 1910 году в Николаевке была создана гончарная школа, в которой 4 мастера учили около 70 учеников.
После свержения Временного правительства в Николаевке было организовано земство. После Октябрьской революции в Николаевке был избран волостной революционный комитет. Партизаны Николаевки, которые погибли в годы Гражданской войны, похоронены в братской могиле в Райгородке.
В 1931 году в Николаевке была организована ферма. В 1932 году на ферме было 30 коров, 150 овец, 30 свиней. В селе было организовано два колхоза. Вершина объединилась в колхоз имени Чубаря, а нижние улицы села — в колхоз имени 15 съезда партии.
С октября 1941 года по июнь 1942 года по речке Донец проходил фронт. В ночь на 2 сентября 1943 года все жители были эвакуированы по дорогам в направлении к Днепру. Этим немцы прикрывали своё отступление, потому что вместе с мирными жителями двигался немецкий обоз: конный и машинный. Почти все село было сожжено немцами при отступлении. Из 940 домов Николаевки осталось 72 дома. 12 сентября 1943 года Красная Армия освободила село Варваровку Краматорского района, где находились жители Николаевки.
После войны часть колхозных земель была отведена под строительство Славянской ГРЭС. В конце 1951 года здесь появились строители. 26 сентября 1954 года начал работу первый блок электростанции, мощностью 100 МВт. По решению ЦК КПСС и Совета министров СССР в конце 1963 года началось строительство главного блока, первого в Европе, мощностью 800 МВт. Через некоторое время было начато сооружение ещё одного блока такой же мощности. Его сдали в эксплуатацию в 1969 году.
Статус города Николаевка получила в 2003 году, с 2016 года является центром одноимённой общины. 

### Российско-украинская война

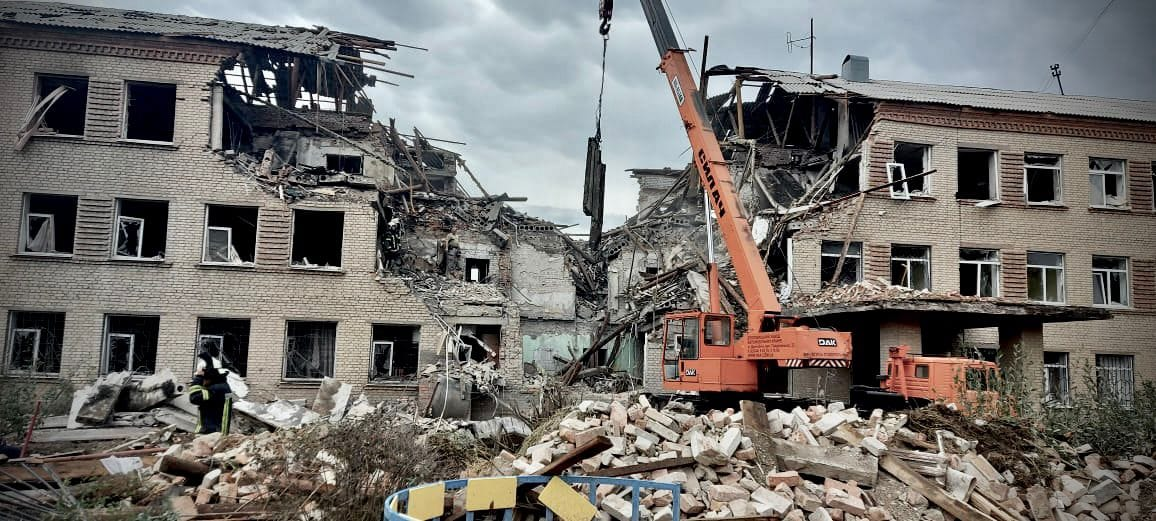
Школа-интернат на ул. Синецкого после российского обстрела в ночь на 2 августа 2022 года во время полномасштабного вторжения России в Украину

Во время вооружённого конфликта на востоке Украины Николаевка стала одним из ключевых пунктов ДНР по обороне стратегически важного узла в направлении от Изюма к Донецку — укреплённого района Славянск—Краматорск.
3 июля 2014 года Николаевка была полностью блокирована Вооруженными силами Украины. 4 июля город был взят под контроль силами Национальной гвардии и спецназа МВД Украины.
Во время полномасштабной войны на Украине с июня по октябрь Николаевка регулярно подвергалась обстрелам со стороны подконтрольного РФ Лимана. После контрнаступления ВСУ в сентябре-октябре обстрелы прекратились. 

## Население
Количество на начало года.
| Год  | Количество жителей |
| ---- | ------------------ |
| 1864 | 1989               |
| 1885 | 1466               |
| 1897 | 1719               |
| 1903 | 1800               |
| 1915 | 3659               |
| 1959 | 7014               |
| 1970 | 15309              |
| 1979 | 16613              |
| 1987 | 16700              |
| 1989 | 16189              |
| 1992 | 16400              |
| 1994 | 17000              |
| 1998 | 16400              |
| 2002 | 16620              |
| 2003 | 16447              |
| 2004 | 16408              |
| 2005 | 16285              |
| 2006 | 16201              |
| 2007 | 16203              |
| 2008 | 16149              |
| 2009 | 16050              |
| 2010 | 15920              |
| 2011 | 15847              |
| 2012 | 15780              |
| 2013 | 15684              |
| 2014 | 15559              |
| 2015 | 15391              |
| 2016 | 15245              |
| 2017 | 15109              |
| 2018 | 14917              |
| 2019 | 14724              |
| 2020 | 14564              |
| 2024 | 4612               |

## Образование
- Николаевская общеобразовательная школа № 1 (Музыкальная ул., 11)
- Николаевская общеобразовательная школа № 2 (ул. 50-летия Славянской ТЭС, 11)
- Николаевская общеобразовательная школа № 3 (ул. Мира, 8)
- Николаевская вспомогательная школа-интернат для детей-сирот (ул. Синецкого, 11-15)
- Спортивно-оздоровительный комплекс «Энергетик» (ул. 50-летия Славянской ТЭС, 24)

## Здравоохранение
- КЛПУ «Славянская центральная районная больница» (ул. Мира, 13), в составе которой функционируют хирургическое, терапевтическое, инфекционное отделения, поликлиника
- КНП «Центр первичной медико-санитарной помощи» (ул. Мира, 13), в составе которого 10 врачебных амбулаторий и 24 фельдшерско-акушерских пунктов Славянского района.
- Станция скорой медицинской помощи (Киевский пер., 9)